# Terremoto del mar Caribe de 2025
El terremoto del Mar Caribe de 2025 fue un movimiento sísmico ocurrido las 17:23 hora local (UTC-6) del 8 de febrero de 2025 entre las costas de Islas Caimán y Honduras, a una profundidad de 10 kilómetros (6,2 mi). El terremoto provocó la emisión de alertas de tsunami para las costas de la región, incluidas las Islas Caimán, Honduras, Cuba, Puerto Rico y las Islas Vírgenes de los Estados Unidos.

## Terremoto
El terremoto se produjo a una profundidad de unos 10 kilómetros (6,2 mi) en una zona de falla transformante conocida como «falla transformante de las Islas del Cisne» en la fosa de las Caimán, donde forma parte del límite entre la placa de América del Norte y la placa del Caribe.  La misma región ha producido grandes terremotos en el pasado, incluido el terremoto de 2018 medido en 7,5 y un gran terremoto de 2009 medido en 7.3. 

## Alerta de tsunami
Tras el terremoto, el Sistema de Alerta de Tsunamis de Estados Unidos advirtió sobre la posible formación de olas de uno a tres metros en al menos doce países, incluyendo México, Honduras, Guatemala, Panamá, Nicaragua, Cuba, las Islas Caimán, Costa Rica, Bahamas, Belice y Haití. Horas después, el Instituto Dominicano de Meteorología (Indomet) también advertiría a la población de Republica Dominicana sobre un posible crecimiento de la marea, Por su parte, el Servicio Nacional de Meteorología de Puerto Rico informó que existía un riesgo de tsunami para Puerto Rico y las Islas Vírgenes de los Estados Unidos, debido a fluctuaciones en el nivel del mar y corrientes oceánicas peligrosas.

Sin embargo, todas las alertas fueron levantadas entre las 02:00 GMT, sin que se reportaran daños ni la formación de un tsunami de gran magnitud. Hasta el momento, no hay informes de víctimas ni de afectaciones significativas en los países cercanos al epicentro.
"Aunque las alertas hayan finalizado, pueden continuar las corrientes fuertes e inusuales. Tenga cuidado cerca del agua y sea precavido", afirmó el Centro Nacional de Alerta de Tsunamis de EE.UU tras cancelar la alarma inicial.

## Daños
En varias partes de Honduras y Belice se produjeron varios daños en edificios y cortes de electricidad.

## Reacciones
- Puerto Rico: La gobernadora, Jenniffer González Colón, previo a que se cancelara la alerta de Tsunami habría solicitado a la población de la isla mantener la calma.